# Alfred Berg
Alfred Berg (* 24. März 1876 in Halberstadt; † 9. Februar 1945 in Jena) war ein deutscher Lehrer und Schriftsteller.

## Leben
Nach seinem Studium von Geografie, Geologie, Geschichte und Neue Sprachen an der Universität Halle, wo er 1901 zum Dr. phil. promovierte, war Berg u. a. als Studienrat an den höheren Staatsschulen in Sondershausen tätig. Zeitweilig war er als freischaffender Schriftsteller tätig. 1919 erhielt er eine Stelle als Studienrat für das Fach Naturwissenschaften am  Evangelischen Realgymnasium in Bad Frankenhausen, wo er gleichzeitig auch am Kyffhäuser-Technikum lehrte.
Alfred Berg wurde Direktor des neu gegründeten Kreisheimatmuseums in Bad Frankenhausen und beschäftigte sich sehr intensiv mit der Höhlenforschung.
Er starb bei einem Luftangriff im Lesesaal der Universitätsbibliothek in Jena.

## Werke (Auswahl)
- Einführung in die Beschäftigung mit der Geologie. G. Fischer, Jena 1909 (2. Aufl. 1921)
- Geologie für Jedermann. Thomas, Leipzig 1912.
- Asien. Land und Leute (= Welt und Wissen-Bibliothek, 5). Oestergaard, Berlin-Schöneberg 1913.
- Geographisches Wanderbuch. Teubner, Leipzig/Berlin 1914.
- Die deutschen Kolonien. [Hillgers illustrierte Volksbücher; 54] Berlin, Hillger o. J. [1910].
- Afrika. Land und Leute (= Welt und Wissen-Bibliothek, 10). Oestergaard, Berlin-Schöneberg [1915].
- Naturwissenschaftliches Wanderbuch für die Nordsee und die Nordseeküste. Thomas, Leipzig 1915.
- Die Höhlen des Harzes, Bau und Bild des Kyffhäusergebirges und Die Barbarossahöhle im Kyffhäuser. (In: Harz und Kyffhäuser. Ein Heimatbuch, hrsg. von F. Brather und K.Lütge, Brandstetter, Leipzig o. J. [1926])